# 横浜航空そよかぜ号墜落事故
横浜航空そよかぜ号墜落事故（よこはまこうくうそよかぜごうついらくじこ）は、1972年（昭和47年）5月30日に発生した航空事故である。

## 概要
不定期便を運行する横浜航空は当時、北海道内の自治体から補助を受けて道内のローカル線に不定期便を就航していた。
同社が所有する双発レシプロ機・セスナ402A「そよかぜ号」はこの日の午前9時7分に紋別空港（現在の空港とは別の場所に存在していた）を離陸し、約1時間後に札幌飛行場（丘珠空港）に到着する予定で、有視界飛行方式にて飛行していた。午前9時42分に滝川市上空を通過したことを札幌飛行場の管制塔に連絡した後、通信が途絶え行方がわからなくなっていた。その後北海道警察と自衛隊による捜索活動が開始され、午後1時40分ごろに自衛隊のヘリコプターが札幌飛行場から北東約40kmの樺戸郡月形町の分監山の山頂下に墜落した機体を発見、その日の夕方までに乗客8名、乗員2名の合計10名の死亡を確認し遺体の収容を終えた。
原因については飛行中に局地的悪天候となり、機長が飛行区域の地形を把握していないまま飛行を続けた結果、機体が山腹に衝突したものと推測されている。
なお、横浜航空は事故から2年後の1974年、日本近距離航空（エアーニッポンに社名変更した後全日本空輸に合併）に吸収合併されている。